# Bauhinia ridleyi
Bauhinia ridleyi är en ärtväxtart som beskrevs av David Prain. Bauhinia ridleyi ingår i släktet Bauhinia och familjen ärtväxter. Inga underarter finns listade i Catalogue of Life.